# Nina Balabina
Nina Balabina, född 8 augusti 1950 i Leningrad, Sovjetunionen, är en svensk violinist, musikpedagog och skolledare, verksam i Stockholm. 
Nina Balabina började spela violin i Leningrads särskilda musikskola för begåvade barn och studerade sedan vidare vid Musikkonservatoriet i staden med examen i violin och musikpedagogik 1972. Åren 1970–92 spelade hon i stadens filharmoniska orkester och vid Kirovteatern, i kammarmusikensembler och andra orkestrar med omfattande internationella turnéer med kända dirigenter. Sedan 1968 hade hon parallellt undervisat barn i violinspel och grundade 1973 en musikskola i Leningrad. 
Efter upplösningen av Sovjetunionen 1992 flyttade hon med sin make, violasten i Hovkapellet Oleg Balabine, till Stockholm och började samma år spela på Kungliga Operan, i Kungliga Filharmoniska Orkestern och i Stockholmskvartetten. Även i Stockholm började hon lära barn spela violin, och 1994 grundade hon tillsammans med några musiklärare och waldorfpedagogen Bo Lindgren musikskolan Lilla Akademien, vars konstnärliga ledare hon har varit sedan starten. Den har med åren växt till en friskola och ett musikinstitut med internationell musikalisk inriktning. Under sina år som lärare har Balabina undervisat alla åldrar på alla nivåer och många sedermera namnkunniga personer inom musiklivet.

## Priser och utmärkelser
År 2005 utsåg Stockholms kommunfullmäktige henne till mottagare av S:t Eriksmedaljen för “hennes banbrytande arbete för ungdomars utbildning på de klassiska instrumenten”. Samma år blev hon av Peder Wallenbergs stiftelse Carpe vitam utsedd till "Årets kulturentreprenör – 2005". År 2006 erhöll hon H.M. Konungens medalj i högblått band för ”engagerade och initiativrika insatser för svenskt musikliv” och 2007 tilldelades hon Kungliga Musikaliska Akademiens "Medaljen för tonkonstens främjande".